# Béatrice Coron
Béatrice Coron (* 9. Juli 1956 in Chambéry) ist eine französische Künstlerin, die in den USA lebt und arbeitet.

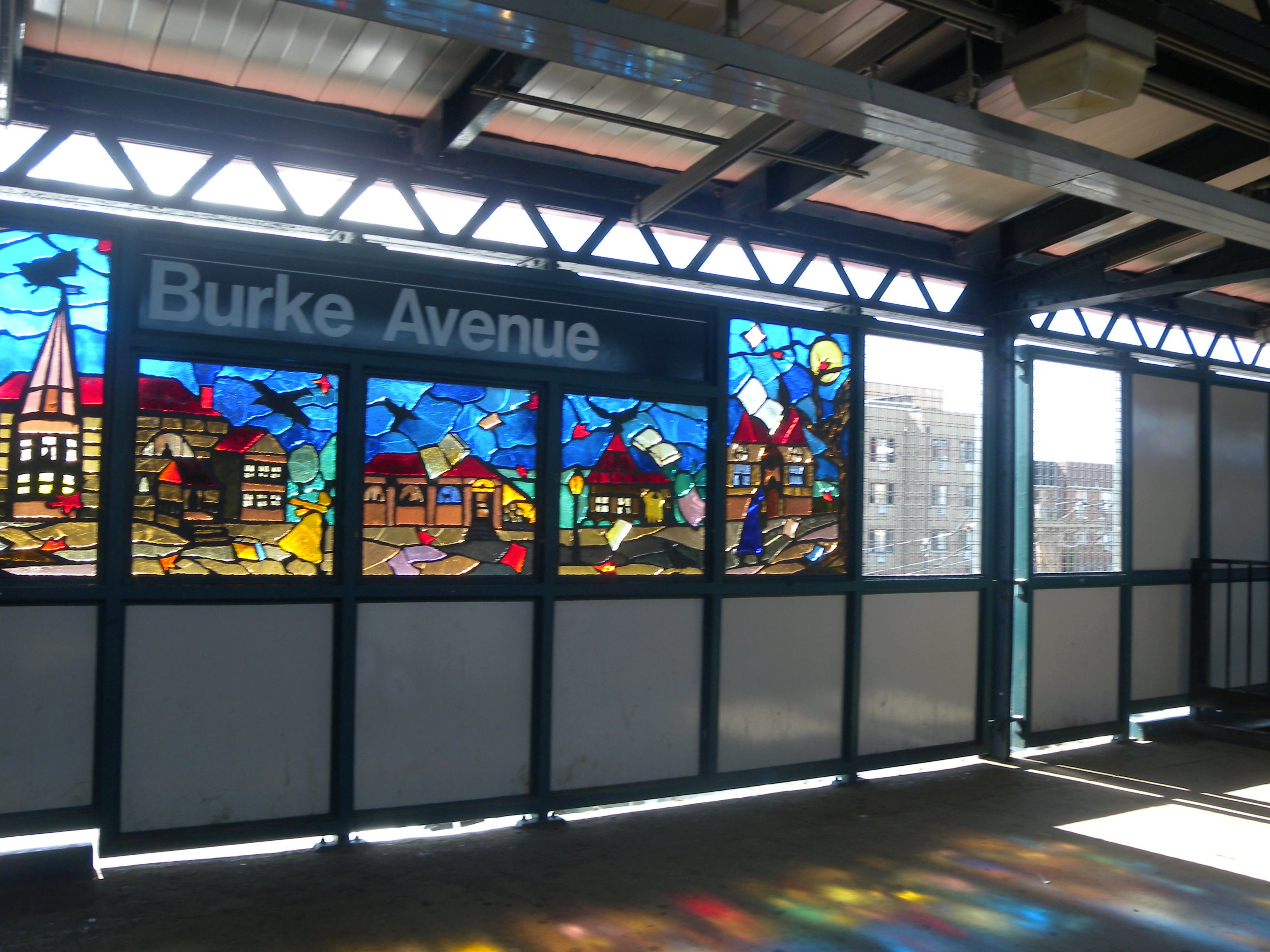
Kunst im öffentlichen Raum, Burke Avenue, New York.

## Leben
Béatrice Coron stammt aus Chambéry, der Hauptstadt des französischen Departements Savoie und studierte an der Ecole des Beaux-Arts in Lyon. Sie arbeitete als Reiseführerin in Ländern auf verschiedenen Kontinenten und lebt seit 1984 New York, wo sie als Künstlerin tätig ist.
Ihre Arbeiten stellte sie aus verschiedenen Materialien her: aus Stein, Metall, Glas, Papier und anderen Stoffen, und sie experimentierte in jüngster Zeit auch mit digitaler Kunst und produziert Künstlerbücher. Eine von ihr seit 1993 oft verwendete Technik leitet sich von der Bildsprache des Scherenschnitts ab. Sie zählt zu den bekannten amerikanischen Künstlern, die Werke dieser Kunstgattung ausführen.
Werke von Béatrice Coron sind in zahlreichen amerikanischen Städten an staatlichen Gebäuden, in U-Bahn-Stationen, an Schulen und Spitälern und im öffentlichen Raum etwa in Chicago, Los Angeles, Asheville und New York platziert. Eine großformatige Arbeit steht beim Charlotte Douglas International Airport, North Carolina.
Arbeiten der Savoyer Künstlerin wurden von mehreren Kunstmuseen erworben, zum Beispiel vom Metropolitan Museum in New York,  vom Walker Art Center, von der National Gallery of Art in Washington, D.C. und vom J. Paul Getty Museum in Los Angeles. Auf der Plattform TED (Technology Entertainment and Design) realisierte sie Projekte gemeinsam mit Al Gore, Bill Gates und Yann Arthus-Bertrand.

## Werke
- Béatrice Coron: Excentric City. ISBN 978-2-36193-212-1